# سالسا دهائیتی
سالسا دهائیتی (به انگلیسی: Salsa d'Haïti) یک شرکت هواپیمایی با کد یاتا SO است که در تاریخ ۲۰۰۸ میلادی تأسیس شده است. دفتر مرکزی سالسا دهائیتی در پورتو پرنس، هائیتی واقع شده‌است و قطب این شرکت هواپیمایی در فرودگاه بین‌المللی توسن لوورتور قرار دارد و به ۲ مقصد، پرواز مستقیم انجام می‌دهد.